# Ardisia zeylanica
Ardisia zeylanica är en viveväxtart som beskrevs av C. B. Cl. Ardisia zeylanica ingår i släktet Ardisia och familjen viveväxter. Inga underarter finns listade i Catalogue of Life.